# 茹拉夫利涅 (舊維日夫卡區)
51°18′28″N 24°31′55″E / 51.30778°N 24.53194°E
茹拉夫利涅（烏克蘭語：Журавлине）是位於烏克蘭西部沃倫州裏科韋利區的村莊，面積3.04平方公里，海拔高度178米，2001年人口514，人口密度每平方公里169.36人。